# Eois obada
Eois obada är en fjärilsart som beskrevs av Druce 1892. Eois obada ingår i släktet Eois och familjen mätare. Inga underarter finns listade i Catalogue of Life.